# Franciszek Pinck

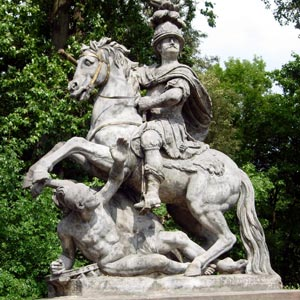
Tượng đài Sobieski của Franciszek Pinck, Con đường Hoàng gia, Warsaw

Franciszek Pinck, cũng gọi là Pink, Ping, Bing hoặc Byng (sinh năm 1733 – mất ngày 27 tháng 5 năm 1798) là một nhà điêu khắc và nghệ nhân người Ba Lan.
Năm 1765 Pinck được bổ nhiệm làm nhà điêu khắc cho Vua Ba Lan Stanisław August Poniatowski. Ông là tác giả của tượng đài Vua John III Sobieski cưỡi ngựa. Công trình này này nằm trên cây cầu ở Con đường Hoàng gia, Warsaw, được khánh thành vào năm 1788 nhân dịp kỷ niệm 105 năm Trận chiến Vienna. Tượng đài này được xem là công trình quan trọng nhất của Pinck. Các tác phẩm của ông chủ yếu được thực hiện trên đá. Ông đã tạo ra nhiều tượng bán thân và tượng toàn thân cho các dự án ban đầu của nhà điêu khắc hoàng gia Andrzej Le Brun nhằm trang hoàng cho các dinh thự hoàng gia như Lâu đài Ujazdów, Lâu đài Hoàng gia, Warsaw, Phòng tắm (vườn và cung điện) và cung điện ở Kozienice.
Vào những năm 1790 các đặt hàng điêu khắc từ nhà vua chấm dứt, hoàng gia nợ ông lên đến 348 đồng tiền vàng (lương hàng tháng của ông vào năm 1779 là 30 đồng tiền vàng). Pinck gặp rắc rối về tài chính nên gửi cho nhà vua một số yêu cầu thanh toán các khoản nợ. Ông thậm chí yêu cầu Marcello Bacciarelli can thiệp, cuối cùng Bacciarelli đã chấp thuận cho ông.
Pinck là nhà điêu khắc thực hiện được nhiều thể loại công trình khác nhau và luôn có nhiều khách hàng. Ông được như vậy nhờ lời hứa trả 900 đồng tiền vàng, nhưng từ đó trở đi ông phải xử lý các tác phẩm điêu khắc tinh xảo hơn cho các công việc tư nhân. Con trai Ferdinand (1761-1797) của ông là một họa sĩ phong cảnh. Ông mất ngày 27 tháng 5 năm 1798 tại Warsaw.